# Dinastia antipàtrida
La dinastia antipàtrida (grec antic: Ἀντιπατρίδαι) fou una nissaga que va governar el Regne de Macedònia.
Agafa el seu nom d'Antípatre, regent de Macedònia a la mort d'Alexandre el Gran. L'únic rei destacat de la dinastia va ser Cassandre de Macedònia, que de fet mai prendre el títol reial. Va governar del 320 aC a la seva mort el 297 aC. El seu fill Filip IV de Macedònia el va succeir però només li va sobreviure uns mesos; els altres dos fills Antípatre i Alexandre V van regnar conjuntament i després es van enfrontar pel poder i van cridar als seus aliats. Alexandre va morir a mans de Demetri Poliorcetes l'any 394 aC, que es va proclamar rei, i Antípatre va haver de fugir a Tràcia amb el seu sogre Lisímac de Tràcia. Posteriorment Demetri va fundar la dinastia antigònida.